# Jordan Carver
Jordan Carver (născută Ina-Maria Schnitzer pe 30 ianuarie 1986) este un fotomodel și actriță germană, stabilită în prezent în Statele Unite.